# Cantó d'Ars-sur-Moselle
El cantó d'Ars-sur-Moselle és un cantó francès del departament del Mosel·la, situat al districte de Metz-Campagne. Té 18 municipis i el cap és Ars-sur-Moselle.

## Municipis
- Ancy-sur-Moselle
- Arry
- Ars-sur-Moselle
- Châtel-Saint-Germain
- Corny-sur-Moselle
- Dornot
- Gorze
- Gravelotte
- Jouy-aux-Arches
- Jussy
- Lessy
- Novéant-sur-Moselle
- Rezonville
- Rozérieulles
- Sainte-Ruffine
- Vaux
- Vernéville
- Vionville

## Història
| Data d'elecció                           | Identitat                | Partit                     | Qualitat |
| ---------------------------------------- | ------------------------ | -------------------------- | -------- |
| 1945-1949                                | M. Psaume                | SFIO                       |          |
| 1949-1979                                | Paul Driant              | RPF, després divers droite |          |
| 1979-1992                                | Hubert Ringenberg        | UDF                        |          |
| 1992-2004                                | Marie-Louise Diebold     | UDF                        |          |
| 2004-                                    | Jean-Claude Wannenmacher | PS                         |          |
| les dades anteriors no són pas conegudes |                          |                            |          |
|                                          |                          |                            |          |

## Demografia
| A partir de 1990 : Població sense dobles comptes |